# Скочище (станція)
Скочище — проміжна станція 5-го класу Коростенської дирекції Південно-Західної залізниці (Україна), розміщена на дільниці Житомир — Фастів I між зупинними пунктами Лотос (відстань — 4 км) і Липняк (8 км). Відстань до ст. Житомир — 56 км, до ст. Фастів I — 45 км.
Станція розташована в однойменному селищі Житомирського району.
Відкрита 1936 року. 2011 року дільниця Житомир — Фастів I електрифікована з метою створення альтернативного транспортного коридору для розвантаження дільниці Козятин I — Фастів I.